# Kalle Lindroth
Kalle Lindroth, född 3 augusti 1989 i Helsingfors, är en finländsk musiker, skådespelare och TV-programledare. Han har varit sångare för rockbandet Smak och uppträder som duo tillsammans med Ida Paul. Som soloartist har han släppt singeln Annika (2014). Han var varit programledare för Summeri och Bumtsibum samt skådespelare i TV-serien Kotikatu.